# Puto israelensis
Puto israelensis är en insektsart som beskrevs av Ben-dov 2001. Puto israelensis ingår i släktet Puto och familjen ullsköldlöss. Inga underarter finns listade i Catalogue of Life.